# Fontana Pietro
Die Fontana Pietro SpA (kurz: Fontana) ist ein italienischer Zulieferer der Automobilindustrie. Das Unternehmen entwickelt und baut im Auftrag größerer Hersteller einzelne Komponenten, konstruiert und fertigt mittlerweile aber auch komplette Karosserien für Oberklassefahrzeuge. Seit 2000 besteht eine enge Geschäftsbeziehung zu Ferrari.

## Unternehmensgeschichte
Das in der lombardischen Gemeinde Calolziocorte ansässige Unternehmen Fontana ist ein Familienbetrieb, der mittlerweile in dritter Generation geführt wird. Er wurde 1956 von Pietro Fontana gegründet, der dem Unternehmen seinen Namen gab. In den ersten Jahrzehnten fertigte Fontana Pressbleche für unterschiedliche Zwecke, unter anderem für Traktoren, Campingzubehör und Haushaltsgeräte. Nach der Übernahme des Unternehmens durch Pietro Fontanas Söhne Marco und Walter zu Beginn der 1970er-Jahre verlagerte sich der Tätigkeitsschwerpunkt auf die Konstruktion und Herstellung von Komponenten für die Automobilindustrie. Die ersten Auftraggeber kamen aus Deutschland: BMW, Daimler-Benz, Opel und der Volkswagen-Konzern ließen zunächst Kleinteile ihrer Serienfahrzeuge bei Fontana konstruieren und herstellen. In den 1990er-Jahren gewann das Unternehmen darüber hinaus Kunden in der Volksrepublik China, wo es unter anderem für Shanghai Volkswagen arbeitet, und in Russland.
Anfang der 2000er-Jahre begann eine enge Geschäftsbeziehung Fontanas mit dem Sportwagenhersteller Ferrari. Zunächst stellte Fontana die Innenausstattungen einiger Ferrari her. Wenig später übernahm Fontana die Fertigung einzelner Karosseriekomponenten, und ab 2006 fertigt das Unternehmen komplette Rohkarosserien für Ferraris Seriensportwagen. Zu den Modellen, deren Karosserien bei Fontana entstanden bzw. entstehen, gehören der Ferrari 599 GTB Fiorano (ab 2006), der California (ab 2008), der 458 (ab 2009) und der FF. Fontana konstruierte auch die Karosserien für die Straßensportwagen von McLaren (12C und 650S) sowie den Aufbau des Rolls-Royce Cullinan. Zu den Kunden des Unternehmens gehören außerdem Ford, General Motors, Jaguar und Renault.
Seit einigen Jahren tritt der Betrieb als Teil der Fontana Group auf. Zu ihr gehören seit 2003 bzw. 2011 außerdem Tochterunternehmen in Curtea de Argeș (Rumänien) und Istanbul (Türkei).

## Galerie: Autos mit Fontana-Karosserien

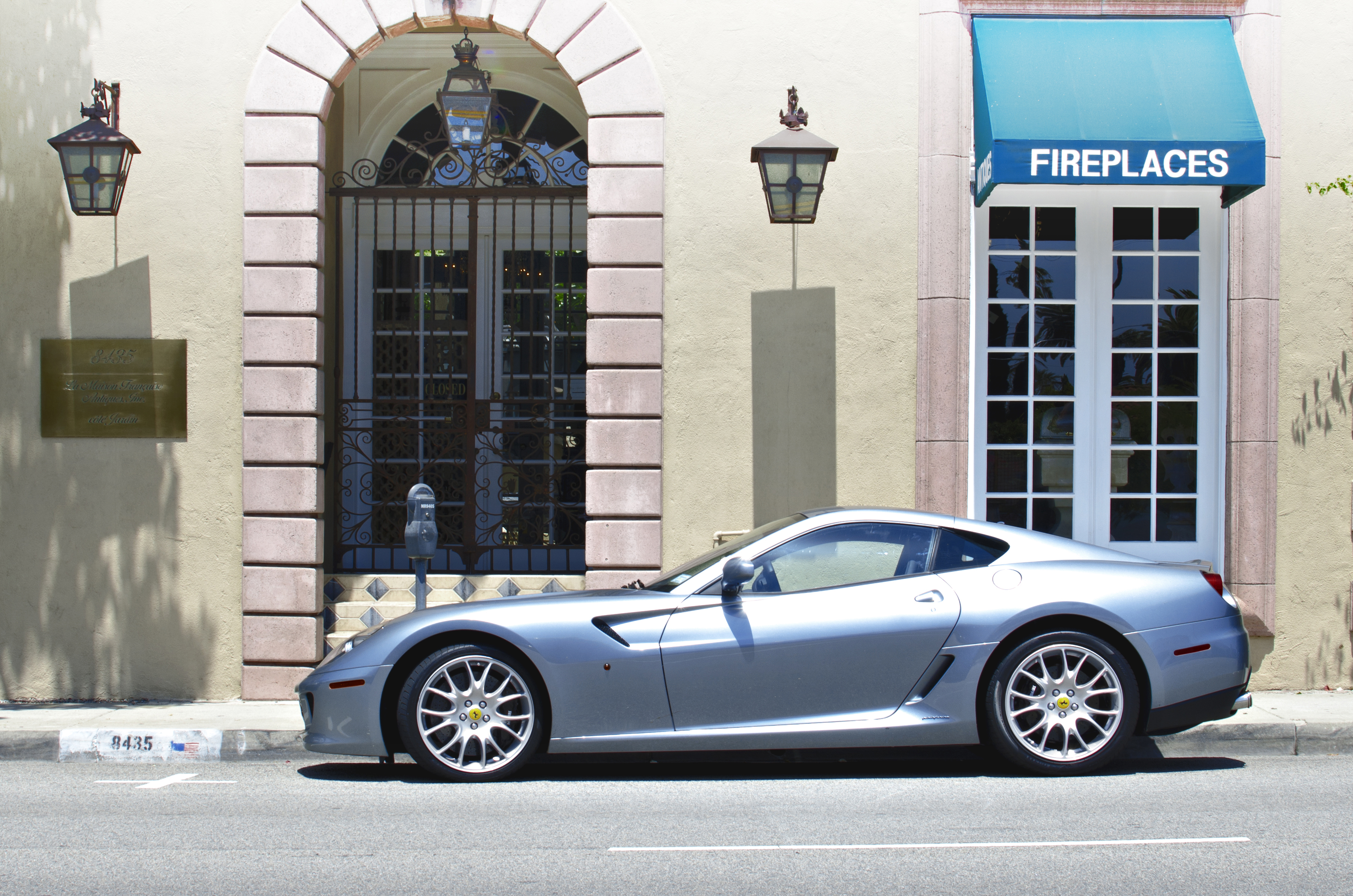
Ferrari 599 GTB Fiorano (2006)
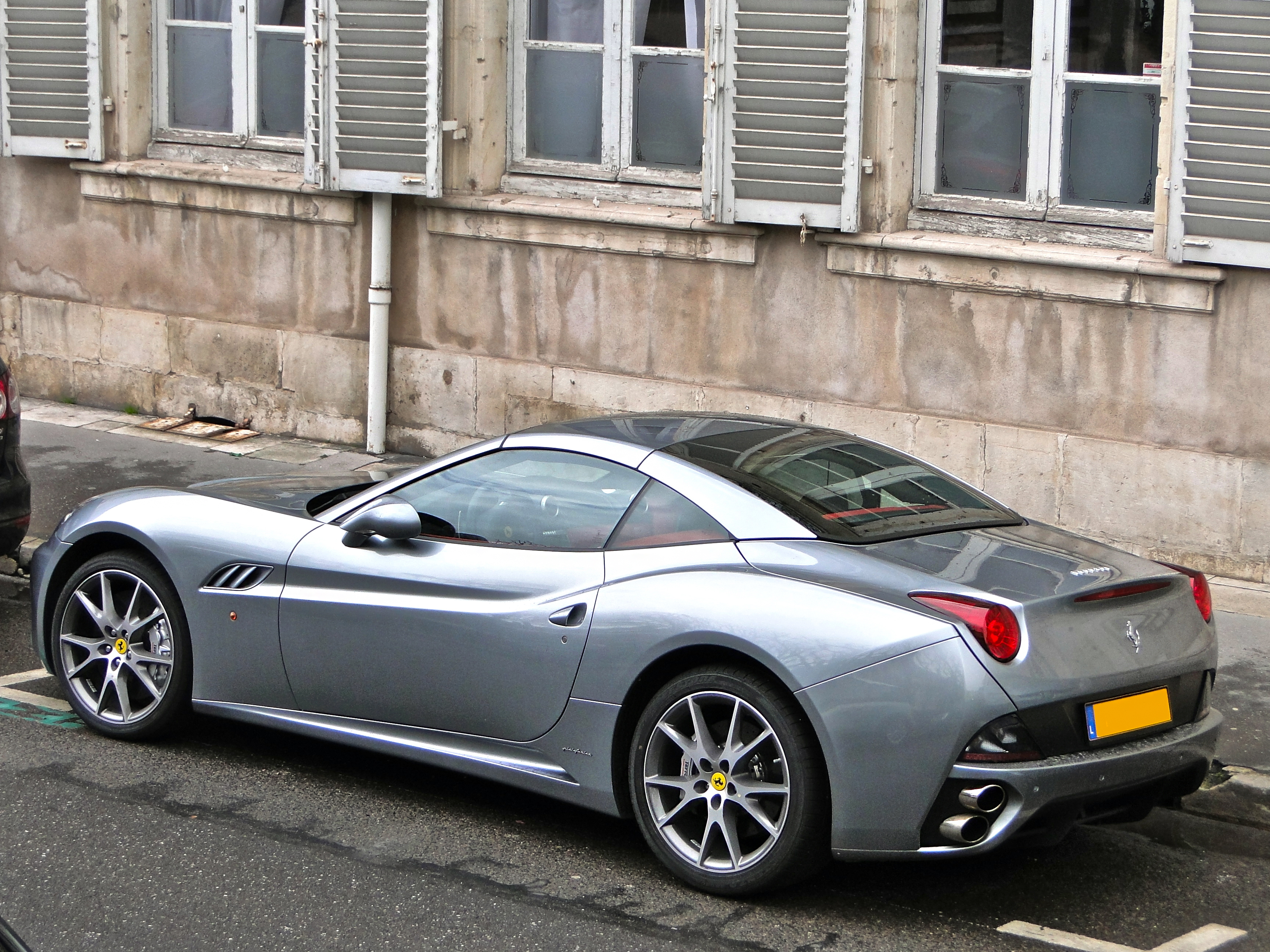
Ferrari California (2008)
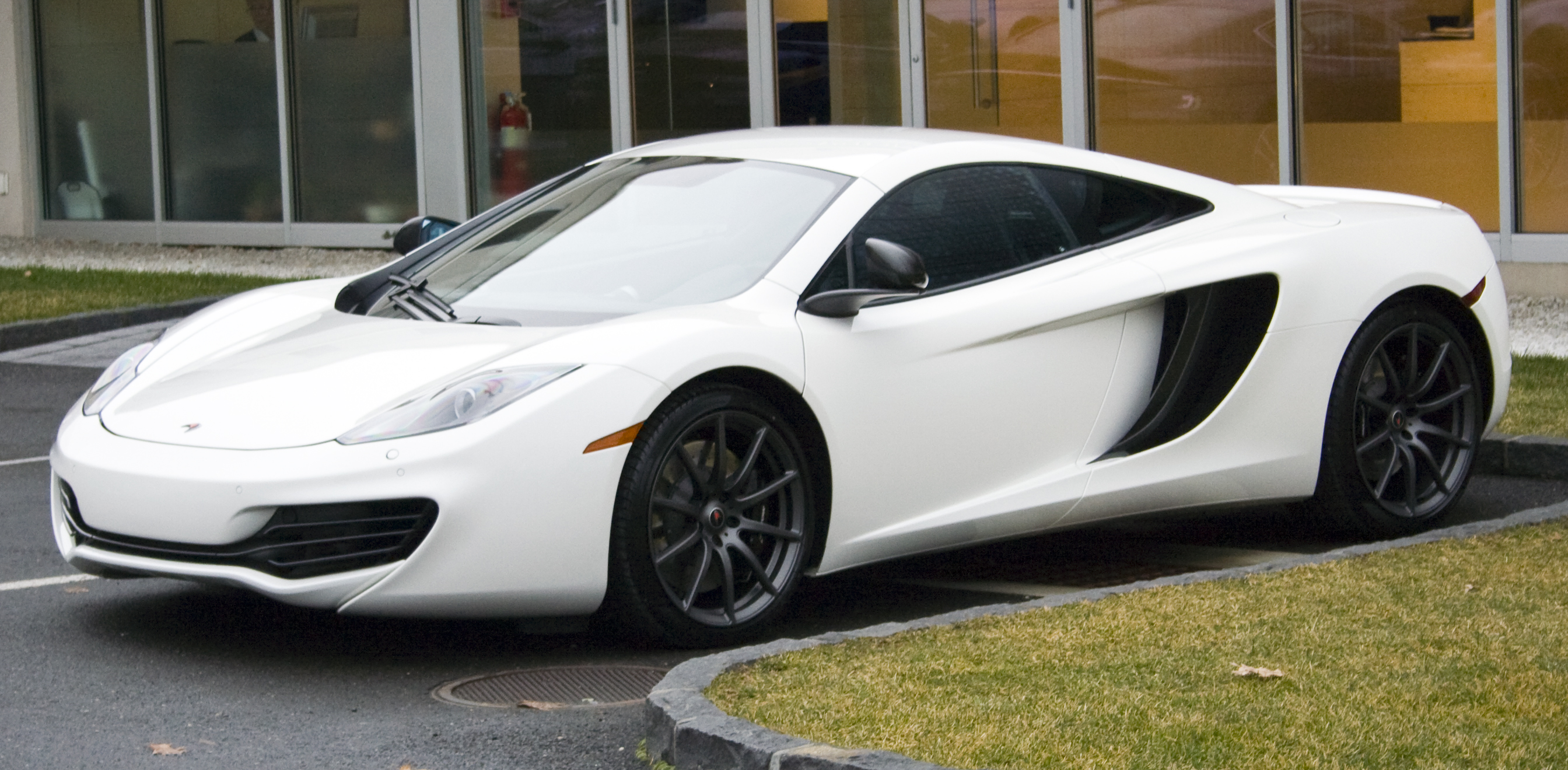
McLaren MP4-12C (2011)
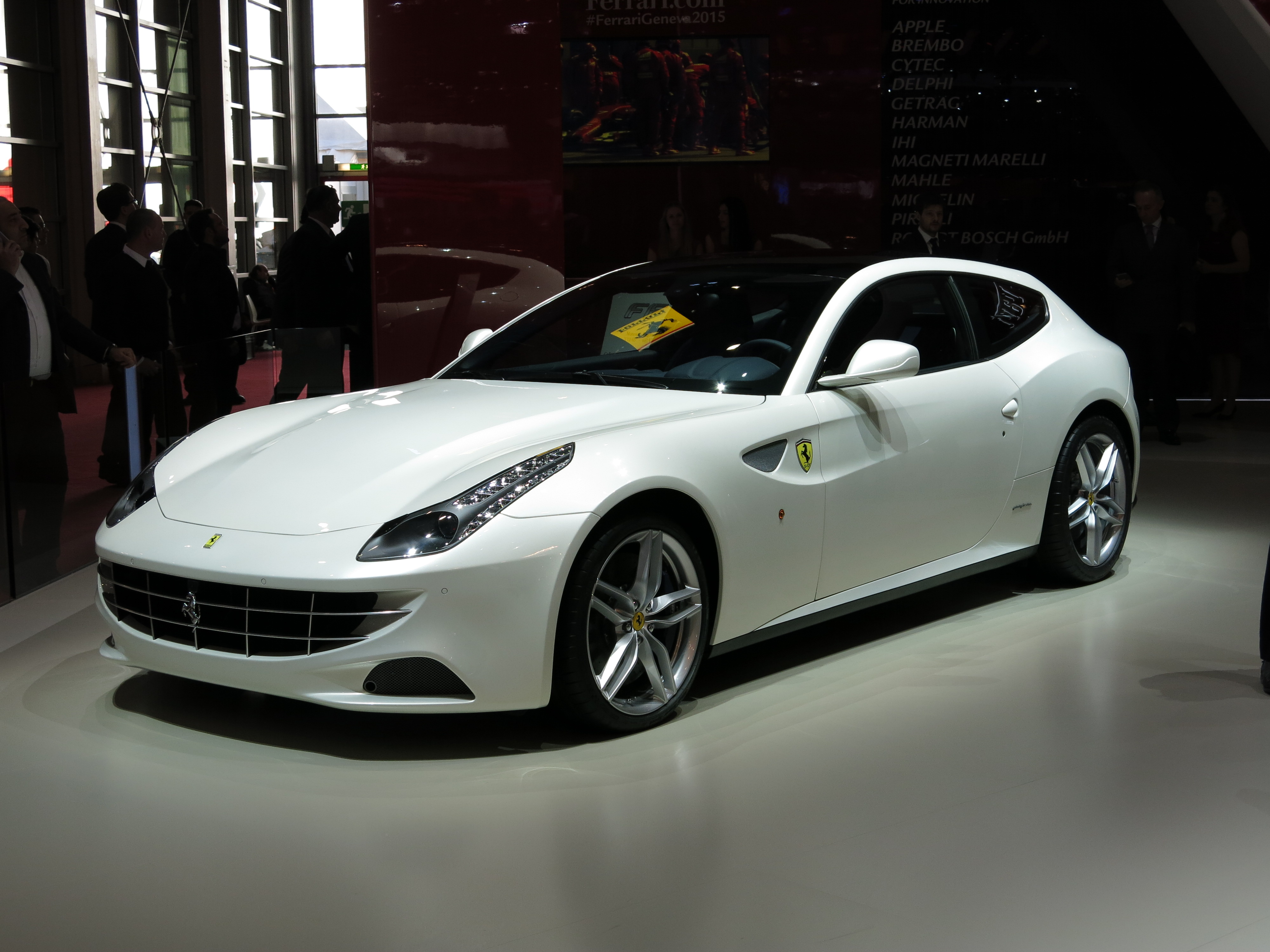
Ferrari FF (2011)
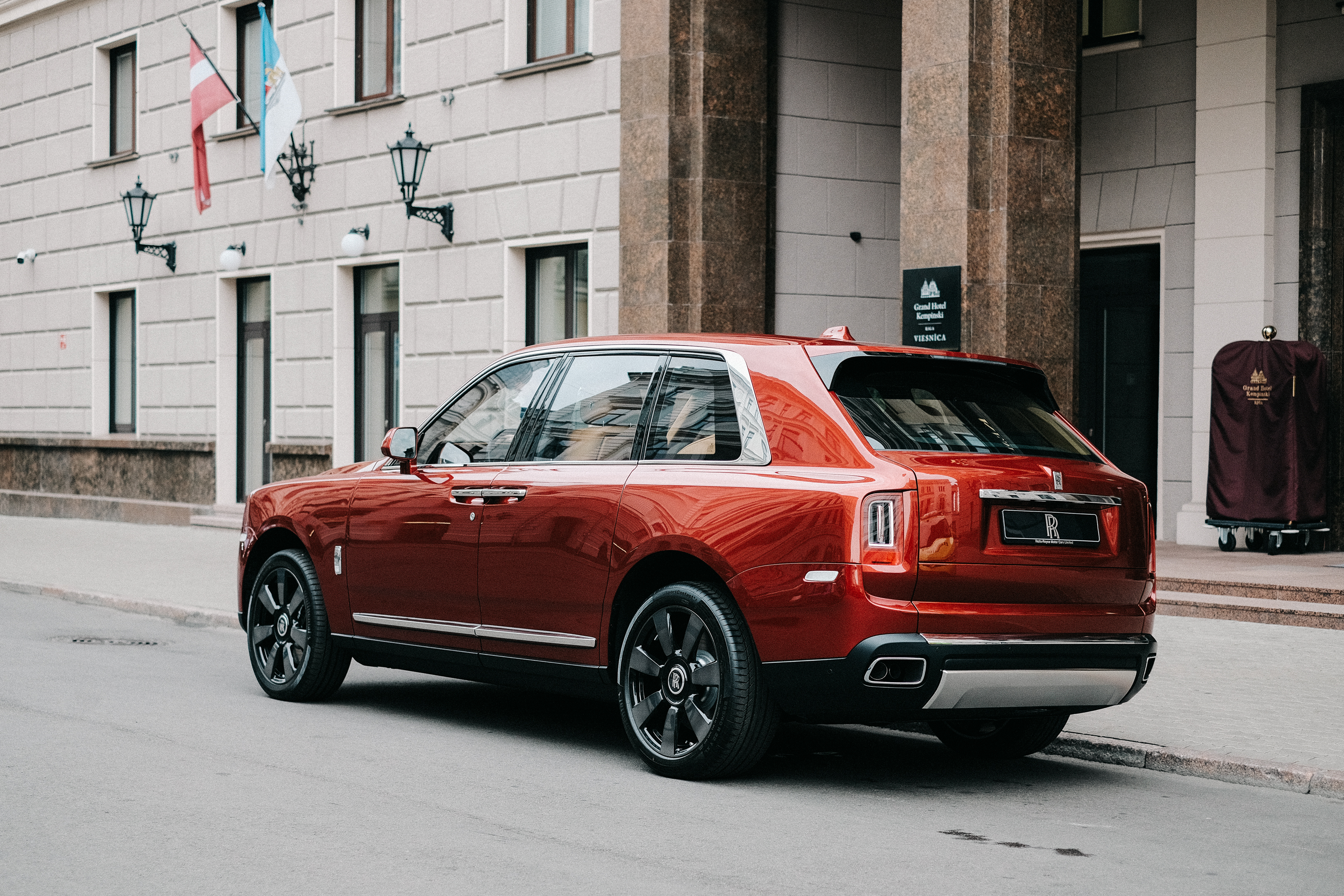
Rolls-Royce Cullinan (2018)